# Gose
Gose (御所市, Gose-shi) és una ciutat i municipi de la prefectura de Nara, a la regió de Kansai, Japó. El nom de la ciutat, Gose, es pot traduir al català com a "lloc sagrat" o "lloc honorable" i li fou donat per l'Emperador Kōshō. És el municipi amb consideració legal de "ciutat" amb menys població de la prefectura de Nara.

## Geografia
La ciutat de Gose es troba localitzada al centre-oest de la prefectura de Nara. El municipi s'adscriu a la regió central de Nara o Chūwa (中和). El riu Katsuragi, que nàix al mont Kongō, passa per la ciutat. A Gose s'hi troba el mont Yamato Katsuragi, al qual s'hi pot accedir mitjançant el telefèric del mont Katsuragi, propietat de la Kintetsu. El terme municipal de Gose limita amb els de Katsuragi, Yamato-Takada i Kashihara al nord; amb Chihaya-Akasaka, a la prefectura d'Osaka a l'oest; amb Takatori i Ōyodo a l'est i amb Gojō al sud.

## Història
Des del període Nara fins a la fi del període Tokugawa, la zona on actualment es troba el municipi de Gose va pertànyer a l'antiga província de Yamato. El centre històric de la ciutat, Gose-machi (御所まち) es troba en unes condicions molt paregudes a les del període Tokugawa, amb una arquitectura tradicional pròpia de l'època i és una atracció molt popular del municipi. L'actual ciutat de Gose es va fundar el 31 de març de 1958, fruit de la fusió de la vila de Gose i els pobles de Kuzu, Katsujō i Taishō, tots pertanyents al ja desaparegut districte de Minami-Katsuragi. L'1 d'abril de 1977, uns barris de la ciutat van passar a formar part de la veïna ciutat de Gojō.

## Demografia
| 1920   | 1930   | 1940   | 1950   | 1960   | 1970   | 1980   |
| ------ | ------ | ------ | ------ | ------ | ------ | ------ |
| ND     | ND     | ND     | ND     | 35.549 | 35.987 | 37.387 |
| 1990   | 2000   | 2010   | 2020   | 2030   | 2040   | 2050   |
| 36.644 | 34.676 | 30.293 | 24.491 | -      | -      | -      |

## Transport

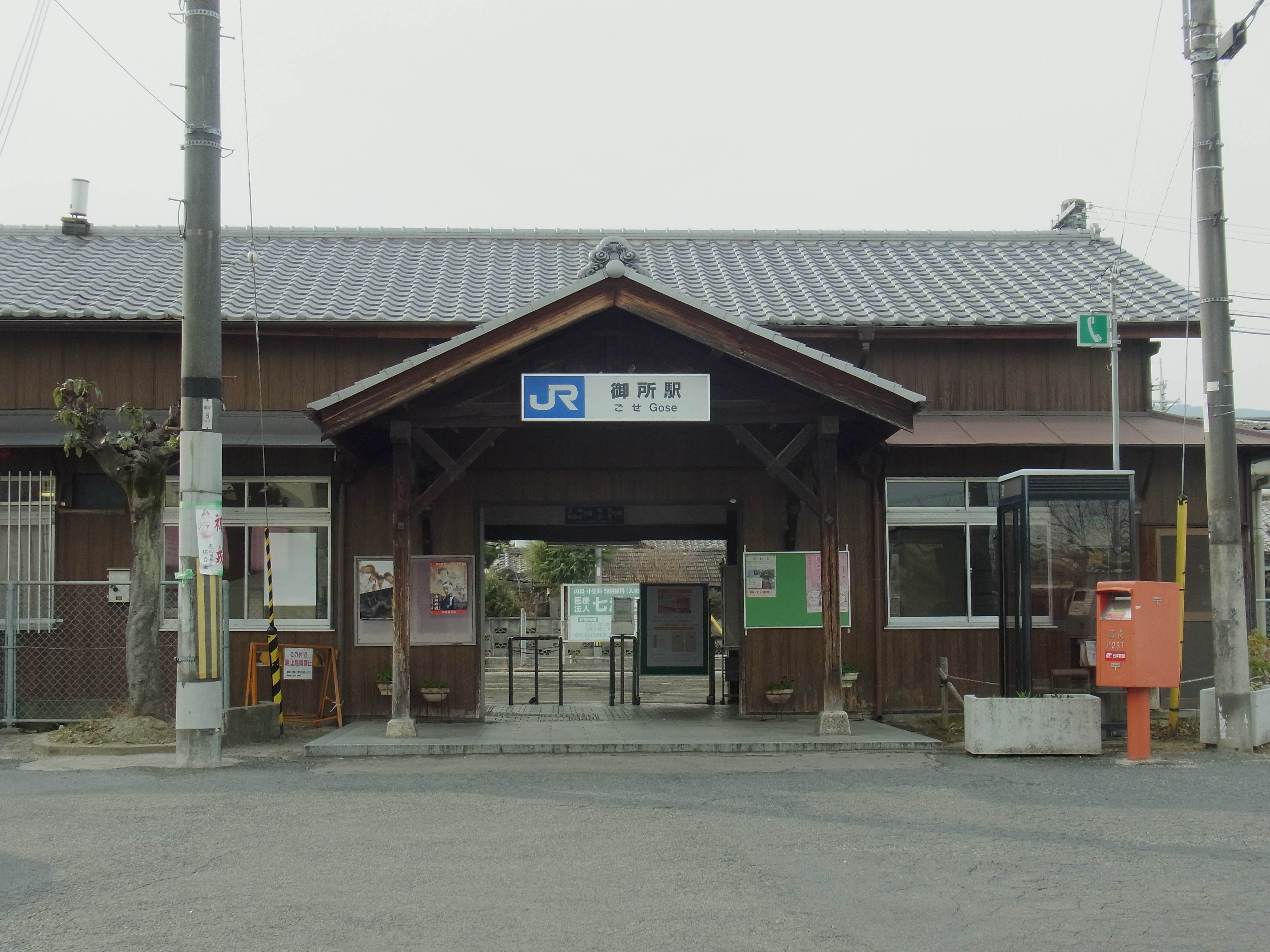
Estació de Gose (JR)

### Ferrocarril
- Companyia de Ferrocarrils del Japó Occidental (JR West)
  - Gose - Tamade - Wakigami - Yoshinoguchi
- Ferrocarril Kinki Nippon (Kintetsu)
  - Kintetsu-Gose - Kuzu - Yoshinoguchi
- Telefèric del mont Katsuragi

### Carretera
- Autopista de Kyoto-Nara-Wakayama (Keinawa)
- Nacional 24 - Nacional 168 - Nacional 309